# Peter Jacobson
Peter S. Jacobson (* 24. březen 1965 Chicago, Illinois) je americký herec.

## Počátky
Rodák z Chicaga je synem novinového vydavatele, Waltera Jacobsona.

## Kariéra
Ze začátku své kariéry byl obsazován do menších rolí v různých filmech i seriálech. Prvním z nich byl seriál NYPD Blue a film Může to potkat i vás, kde hlavní role ztvárnili Nicolas Cage a Bridget Fonda.
Od roku 1997 však byl obsazován do filmů, které si získaly mezi veřejností většinou kladné reakce. K nim patří snímky Spiknutí, Pozor na Harryho, Lepší už to nebude, Velké naděje, Cesta do války nebo Dobrou noc a hodně štěstí.
Mimo to účinkoval i v několika seriálech, ke kterým patří Oz, Býk a také Dr. House, ve kterém působil do ukončení natáčení seriálu v roce 2012. Později se objevil ve filmu Co se vlastně stalo, do kterého byly obsazeny přední herecké hvězdy, ke kterým patří Robert De Niro, Sean Penn, Bruce Willis, John Turturro nebo Stanley Tucci.

## Ocenění

### Nominace
- 2006, SAG Award (spolunominace) – kategorie nejlepší skupinový herecký výkon, za film Dobrou noc a hodně štěstí
- 2009, SAG Award (spolunominace) – kategorie nejlepší skupinový herecký výkon v dramatickém seriálu, za seriál Dr. House

## Filmografie
- 1993 – NYPD Blue (TV seriál)
- 1994 – Může to potkat i vás, Zákon a pořádek (TV seriál)
- 1995 – Jeffrey
- 1996 – Edův příští krok
- 1997 – Soukromé neřesti, Spiknutí, Oz (TV seriál), Proč právě já?, Pozor na Harryho, Všichni starostovi muži (TV seriál), Lepší už to nebude
- 1998 – Dražší než rubíny, Velké naděje, Mixing Nia, Žaloba
- 1999 – Hit and runway, Cradle will rock
- 2000 – Talk to me (TV seriál), Čekání na ozvěnu, Býk (TV seriál)
- 2001 – Life with J (TV film), Roomates, Will & Grace (TV seriál), 61 * (TV film), Gideon´s Crossing (TV seriál), Třetí hlídka (TV seriál), Zase bude fajn
- 2002 – Samá voda, Showtime, Cesta do války (TV film)
- 2003 – A.U.S.A. (TV seriál), Ed (TV seriál)
- 2004 – Pohotovost (TV seriál), Osobní prohlídka (TV film), Method & Red (TV seriál)
- 2005 – Hope and Faith (TV seriál), Dobrou noc a hodně štěstí, Domino, Kriminálka Miami (TV seriál)
- 2006 – Love Monkey (TV seriál), Scrubs : Doktůrci (TV seriál), The Wedding Weekend, Lemra líná, The Passage, Myšlenky zločince (TV seriál), Po právu (TV seriál), Pokoj č. 10 (TV seriál)
- 2007 – The Memory Thief, Purpurové květy, Transformers, Odložená žena (TV seriál), Dr. House (TV seriál)
- 2008 – Co se vlastně stalo, Půlnoční vlak
- 2009 – Prep & Landing (TV film), Royal Pains (TV seriál)
- 2010 – Svetlana (TV seriál)
- 2011 – Auta 2, Dobrá manželka (TV seriál)
- 2012 – Iron Chef America (TV seriál), Právo a pořádek : Jednotka speciálního nasazení (TV seriál)
- 2013 – Útok na Bílý dům, Ray Donovan (TV seriál), It's Always Sunny in Philadelphia (TV seriál)
- 2014 – Blondýna na předpis, Mizera (TV seriál)
- 2015 – Chicago P.D. (TV seriál), Battle Creek (TV seriál)
- 2016 – Colony (TV seriál), Madam Secretary (TV seriál)